# FS E.652
Die Baureihe E652 ist eine italienische Bauart elektrischer Lokomotiven.

## Geschichte
Die Baureihe E652 stellt eine Weiterentwicklung der vollelektronischen Chopper-Lokomotiven der Baureihen E.632 und E.633 dar. Von 1989 bis 1996 wurden insgesamt 176 Stück dieser sechsachsigen Lokomotiven mit Einmotordrehgestellen beschafft. Im Gegensatz zu den Reihen E.632 und E.633 besitzen die Lokomotiven der Baureihe E652 ein digitales Steuer- und Diagnosesystem und leistungsfähigere Motoren, die für eine Spannung von bis zu 2200 Volt geeignet sind. Die E652 verfügen wie die Vorgängerbaureihen über eine Widerstandsbremse. Die Rückspeisung der Bremsenergie in die Oberleitung (Rekuperationsbremse) bereitete damals unter dem italienischen Gleichstromsystem noch zu große technische Probleme, die Gleichrichter in den Unterwerken machen die Stromrückspeisung von der Oberleitung in das Verbundnetz unmöglich. Außerdem stellen die italienischen Zugbeeinflussungseinrichtungen (u. a. BACC) sehr restriktive Anforderungen an die Unterdrückung von Störfrequenzen, die damals noch nicht mit vertretbarem Aufwand zu erfüllen gewesen wären.

## Einsatz
Lokomotiven der Baureihe E652 sind in Mailand, Turin, Udine und Neapel stationiert. Sie werden hauptsächlich vor schweren Güterzügen auf der Brennerbahn, der Mont-Cenis-Bahn und der Pontebbana von Venedig nach Tarvis eingesetzt.